# Ingo Stockholm
Ingo Stockholm är en svensk reklambyrå, bildad genom sammanslagning av Greys och Ogilvys byråer i Stockholm.

## Historik

### Förhistorik
Både Grey och Ogilvy hade funnits i Sverige i flera decennier innan sammanslagningen. Sedan 2005 hade båda reklambyrånätverken samma ägare (WPP) men fungerade fortsatt som konkurrenter.
Grey Stockholm hette tidigare Grey Momentum och hade bildats år 2000 genom sammanslagning av Observera Grey och Almén Direkt. Ogilvys svenska historia går tillbaka till grundandet av Svenska Telegrambyrån 1891, som köptes av Ogilvy & Mather på 1970-talet och sedan tog moderbolagets namn.

### Sammanslagningen
I november 2010 meddelade Grey Stockholm och Ogilvy Stockholm att de skulle gå ihop och bli en byrå. Greys VD Sten Andersen blev vd för den sammanslagna byrån, Ogilvys tf VD Håkan Karlsvärd blev vVD och Björn Ståhl blev executive creative director. Grey ägde även Göteborgsbyrån SCP (numera Grey Gothenburg), men den ingick inte i fusionen.
I februari 2011 presenterades den sammanslagna byråns namn, INGO. Bolagsnamnet i sin helhet är Initiativ Nya Grey Ogilvy INGO AB.
Sten Andersen lämnade innan år 2011 tagit slut och Håkan Karlsvärd blev byråns VD.
I september 2022 meddelades att Ståhl skulle lämna byrån. Den kreativa ledningen övertogs 2023 av Hanna Stenwall och Anna Salonen.

## Projekt
Ingo fortsatte Greys arbete för Lidl och har skapat flera kampanjer som ska visa att Lidls mat inte går att skilja kvalitetsmässigt från den som säljs i andra affärer. Det gjordes bland annat genom den påhittade lyxrestaurangen Dill (anagram för Lidl) 2013. "Dill"-kampanjen var flerfaldigt belönad och fick bland annat ett guldlejon i Cannes.
Ogilvy hade skapat ett reklamkoncept för Delicato som drev med hälsobudskap och lanserades hösten 2006. Detta vidareutvecklades av Ingo fram till 2015 när Delicato bytte byrå.
Ingo skapade även "The Swedish Number", en kampanj för Svenska turistföreningen med ett telefonnummer som leder till en slumpvist vald svensk.
Bland andra kunder finns Löfbergs Lila och Burger King.